# Masacre de Lagos de Moreno
La Masacre de Lagos de Moreno ocurrió el 7 de julio de 2013 cuando en diferentes puntos del pueblo mágico de Lagos de Moreno, al noreste de Jalisco, fueron privados de la libertad por lo menos seis jóvenes de entre 18 y 22 años, posteriormente se localizaron los restos de cuatro de ellos en un predio utilizado como tienda de abarrotes llamado “La Ley del Monte”, camino a la presa "La Sauceda" y a 9 kilómetros del centro de esta ciudad declarada Patrimonio Cultural de la Nación.

## Evento
La noche del 6 y madrugada del 7 de julio de 2013 salieron de sus casas seis jóvenes para dirigirse a diferentes reuniones: Daniel Armando Espinosa Hernández “Nomo”, Ángel del Jesús Rodríguez Hernández “Cone”, José Gerardo Aguilar Martínez “Patón, Rodrigo Espinosa Aguayo y Eduardo Isaías Ramírez “Jorjo”, quienes fueron privados de la libertad por un grupo armado del CJNG en tres diferentes puntos de la ciudad de Lagos de Moreno, Jalisco. Sus familiares al darse cuenta de que no habían vuelto a casa levantaron las denuncias ante la Fiscalía General del Estado y después de una larga lista de trámites burocráticos, logaron que se abrieran las averiguaciones previas pero solo de cuatro casos.
La respuesta de la autoridad para los familiares fue un trato frío e indolente, no se aplicaron los protocolos de atención a víctimas, se les trataba como si denunciaran un delito menor y se insinuaba claramente que posiblemente sus hijos ausentes “andaban en algo”, motivo por el cual les habría ocurrido dicho percanse. Esta estrategia de criminalizar a las personas desaparecidas o asesinadas fue recurrente en la llamada Guerra contra el narcotráfico en México iniciada en 2006, como una forma de justificar la violencia y de minimizar las víctimas que el conflicto iba dejando a su paso.
Después de muchos días de perseverante búsqueda por parte de los familiares e indolencia de las autoridades, se supo a partir de la detención de seis miembros del mencionado cártel, que sus restos se encontraban en el entonces predio utilizado antes como tienda de abarrotes llamado "La Ley del Monte". En investigaciones posteriores se descubrió que durante meses este sitio sirvió como casa de seguridad, donde integrantes del crimen organizado llevaban a personas secuestradas, las privaban de la libertad, las torturaban, las asesinaban y las desintegraban con la técnica casera de disolución de cuerpos con ácido.
La versión oficial fue que el jefe de plaza del CJNG de Lagos de Moreno había ordenado levantar al azar a cuanto joven estuviera en la calle esa noche del 6 y madrugada del 7 de julio, pues había recibido un “cristalazo” y habían sustraído una mochila con objetos de su acompañante. Al ser llevados a la “Ley del Monte” fueron brutalmente torturados, a algunos los decapitaron, los desintegraron en ácido y los restos lanzados al pequeño río que pasaba en la sección posterior de la finca.
Ahí fueron hallados los restos de 4 personas, tres de los jóvenes que aquella noche desaparecieron y uno de mujer que a la fecha no se ha determinado su identidad. Meses después, cuando los familiares entran al predio encuentran restos de comida, trastes, tickets de supermercado, tambos, ropa e instrumentos que habían sido usados como de sometimiento o tortura, constancia de la ineficiencia e inoperancia del personal forense y judicial. 
Los familiares exigieron al presidente municipal que ofreciera una disculpa de manera pública, pues si bien lo había hecho a través de un edicto publicado en el periódico local, para ellos no era suficiente, pues el mensaje debía llegar a más gente de la localidad: sus hijos desaparecidos y asesinados fueron víctimas, no eran delincuentes ni andaban en algo ilícito. Esta disculpa pública finalmente se logró el 2 de junio de 2015 a través de una recomendación de la Comisión Ejecutiva de Atención Víctimas (CEAV), pues la Comisión Estatal de Derechos Humanos de Jalisco únicamente solicitó una aclaración de los hechos.

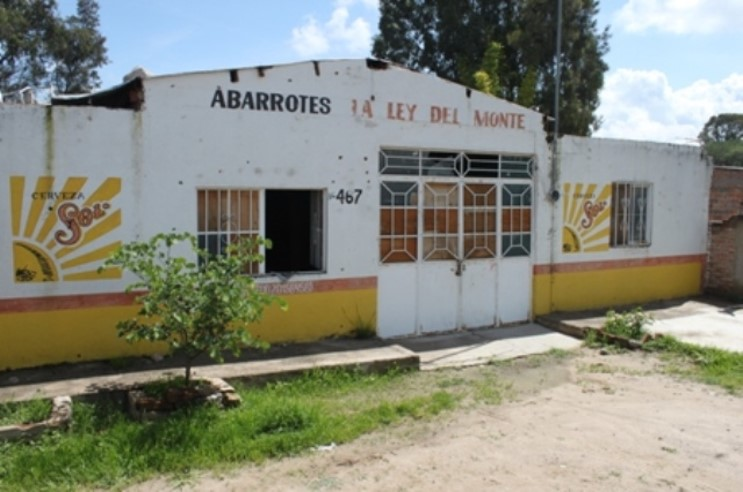
Entrada del predio conocido como La Ley del Monte, escenario de la Masacre de Lagos de Moreno, en 2013
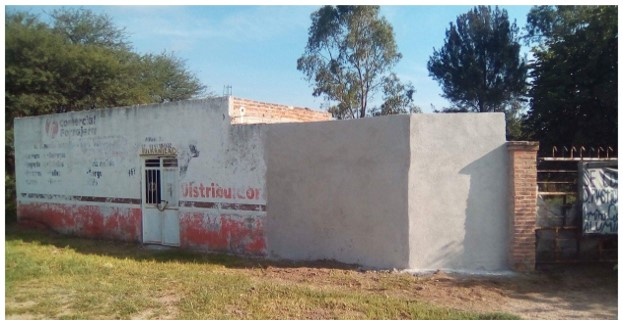
Fachada del predio La Ley del Monte, en 2017

## Seguimiento
Han pasado 10 años sin sentencia para alguno de los implicados, los principales responsables están en libertad y no se percibe voluntad alguna de las autoridades por resolverlo. Más aún, los casos de desaparición masiva de personas y las muertes en condiciones crueles continúan en este Municipio. En total fueron 29 personas en total involucradas en la desaparición, tortura y asesinato de los jóvenes, pero solo hay 9 detenidos acusados de pertenecer a esta cadena de muerte, otros 4 murieron en una balacera y quedan 16 personas por detener (donde están 2 de los principales responsables). A la fecha aún hay 4 carpetas de investigación que se han conformado en los 7 años el tiempo que llevan detenidos, sin embargo no se ha emitido sentencia alguna. 
El predio está oficialmente en resguardo de las autoridades, pues se considera como un escenario de crimen, sin embargo, no hay restricción alguna para entrar y al paso del tiempo, ha sufrido diversas robos y extracción de objetos. Los familiares por su parte, llevan 6 años pidiendo la extinción de dominio con la finalidad de que el predio les sea donado, lo rehabiliten y lo conviertan en un espacio de memoria, de reflexión y de encuentro.
Este espacio ha sido renombrado como La Ley de la Verdad desde el 2017 por familiares, vecinos, colectivos y académicos, colocando nombres, rostros y cambiando la fachada como un acto de reconstrucción del dolor ahí contenido.

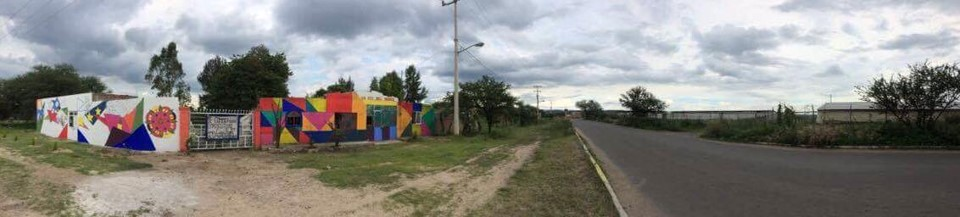
Fachada perimetral del predio renombrado como La Ley de la Verdad